# Хупа (народ)
Хупа или натинихве, (Hupa, Hoopa, Natinixwe) — индейское племя на северо-западе штата Калифорния. Официально зарегистрированное наименование племени — Племя долины Хупа (англ. Hoopa Valley Tribe). По данным переписи 2000 года, численность хупа составляет около 2500 человек.
Язык хупа относится к атабаскской языковой семье. Некоторые хупа владеют как вторым языком юрок.
В XIX веке хупа занимали землю от реки Тринити до реки Кламат в Калифорнии. По преданиям племени хупа, их предки живут в долине Хупа уже на протяжении более 4000 лет. С другой стороны, характерные для их культуры дома из красного кедра, долблёные каноэ, плетёные шляпы и многие элементы устной традиции связывают их с культурами северо-западного (тихоокеанского) побережья США, наиболее южными представителями которых они являются. Некоторые традиции, впрочем, имеют уже не тихоокеанское происхождение — например, использование в церемониях парной бани, изготовление хлеба из желудей.
До того как в 1849 году в район проживания хупа пришли золотодобытчики, их контакты с европейцами были довольно ограничены. В 1864 году правительство США подписало договор, признававший суверенитет племени хупа над их землёй. Была образована Индейская резервация долины Хупа, где сейчас и проживает этот народ. Резервация хупа граничит с территорией племени юрок в месте слияния рек Кламат и Тринити на северо-востоке округа Гумбольдт в штате Калифорния. Площадь резервации составляет 365,413 км².